# Лонже, Клодин
Клодин Жоржет Лонже (фр. Claudine Georgette Longet; род. 29 января 1942 года) — американская певица французского происхождения. Её популярность пришлась на конец 1960-х — начало 1970-х гг., когда она записывала пластинки в своеобразном жанре лёгкой рок-музыки, близком к лаунжу и эстраде. С середины 1970-х гг. Лонже больше не записывается.
Клодин Лонже родилась в Париже. В 1961 году она переехала в США, где стала выступать в клубах Лас-Вегаса. Именно тогда она встретила Энди Уильямса, за которого в конце 1961 года вышла замуж. Уильямс представил её Гербу Альперту, владельцу лейбла A&M. Началась музыкальная карьера Лонже, последовали выпуски альбомов, в которых Лонже перепевала различные хиты того времени (песни The Beatles, The Beach Boys, The Carpenters и проч.) в типичных для A&M Records лёгких эстрадных аранжировках. Отличительной особенностью пения Лонже являлся её французский акцент, а также тембр, напоминающий полушёпот. В 1968 году Лонже снялась в фильме «Вечеринка» с Питером Селлерсом.
Музыкальная карьера Лонже постепенно сошла на нет после развода с Уильямсом в 1969 году, хотя певица продолжала ежегодно принимать участие в эстрадном телешоу Уильямса. Эпизодические студийные записи первой половины 1970-х гг. вышли лишь десятилетия спустя.
21 марта 1976 в доме Лонже, в Аспене, шт. Колорадо, произошёл трагический случай: был застрелен её любовник Владимир Сабич, олимпийский лыжник. Пистолет был в руках Лонже. Несмотря на множество противоречий в деле, суд оправдал Лонже (во время процесса ей публично оказывал поддержку её бывший муж, Энди Уильямс), которая с тех пор избегает общения с прессой и различных светских мероприятий.
Музыка Лонже была оценена по-новому в 1990-е гг., когда возник интерес к лаунжу и ретро-китчу, в результате чего пластинки Лонже в последние десять лет были переизданы на компакт-дисках.

## Дискография
| Год  | Название                       |
| ---- | ------------------------------ |
| 1967 | Claudine                       |
| 1967 | The Look Of Love               |
| 1968 | Love Is Blue                   |
| 1968 | Colours                        |
| 1970 | Run Wild, Run Free             |
| 1971 | We've Only Just Begun          |
| 1972 | Let's Spend The Night Together |
| 1993 | Sugar Me                       |
| 2003 | Cuddle Up With Claudine Longet |